# V75 International
V75 International, även kallat V75:s Jubileumslopp, var ett årligt svenskt travlopp som kördes i oktober på Jägersro i Malmö. Loppet kördes över distansen 2140 meter med autostart. Det var ett Grupp 2-lopp, det vill säga ett lopp av näst högsta internationella klass.
Loppet kördes första gången 1993 och sista gången 2013.

## Vinnare
| År   | Häst               | Kusk                | Tränare             | Odds  | Tid    | Tvåa               | Trea             |
| ---- | ------------------ | ------------------- | ------------------- | ----- | ------ | ------------------ | ---------------- |
| 2013 | Rocky Winner       | Peter Ingves        | Jörgen Westholm     | 14.86 | 1.12,9 | Panne de Moteur    | Perfectly Enough |
| 2012 | Truculent          | Johnny Takter       | Lars I. Nilsson     | 7.46  | 1.12,6 | True Advantage     | Haraldinho       |
| 2011 | Sanity             | Johnny Takter       | Malin Löfgren       | 1.80  | 1.12,5 | Monster Drive      | Orlando Croft    |
| 2010 | Yield Boko         | Björn Goop          | Timo Nurmos         | 3.54  | 1.12,7 | Noras Bean         | Neo Holmsminde   |
| 2009 | Bobtail            | Björn Goop          | Stig H. Johansson   | 38.11 | 1.14,0 | Quito d'Aveze      | Magic Sisa       |
| 2008 | Debbie Brodda      | Björn Goop          | Stig H. Johansson   | 20.14 | 1.12,4 | Russel November    | Glen Kronos      |
| 2007 | Gift Kronos        | Lutfi Kolgjini      | Lutfi Kolgjini      | 2.71  | 1.14,1 | Foretta            | Nisse Lenson     |
| 2006 | Colombian Necktie  | Örjan Kihlström     | Roger Walmann       | 5.96  | 1.13,3 | Agassi Hall        | Farifant         |
| 2005 | I'm a Photo        | Staffan Nilsson     | Staffan Nilsson     | 9.86  | 1.14,3 | Torvald Palema     | Flying Young     |
| 2004 | Opal Viking        | Jorma Kontio        | Nils Enqvist        | 2.59  | 1.14,2 | Thai Tanic         | Southwind Vernon |
| 2003 | Magnetic Power     | Tor Borg            | Trond Anderssen     | 3.35  | 1.14,3 | Malabar Circle Ås  | Pablo As         |
| 2002 | Oscar Schindler SL | Heinz Wewering      | Heinz Wewering      | 1.40  | 1.14,1 | Tag The Devil      | Men Greta Då     |
| 2001 | Super Photo Kosmos | Jorma Kontio        | Stefan Melander     | 1.52  | 1.14,0 | Legendary Lover K. | Com Lear         |
| 2000 | Arctic Star        | Hennie Grift        | Hennie Grift        | 31.01 | 1.14,5 | Revenue            | Lamitech Beam    |
| 1999 | Cosmic Ride        | Tuomas Korvenoja    | Tuomas Korvenoja    | 47.16 | 1.15,5 | Viking Masa Saito  | Obelix Laukko    |
| 1998 | Giesolo de Lou     | Jean-Étienne Dubois | Jean-Étienne Dubois | 1.19  | 1.14,2 | Kodac              | Incognito Krmp   |
| 1997 | Atom Tess          | Steen Juul          | Steen Juul          | 7.35  | 1.14,0 | General November   | Santa Volo       |
| 1996 | Monster of Speed   | Olle Goop           | Olle Goop           | 7.39  | 1.14,8 | Lookout Victory    | Cooltrain        |
| 1995 | Dream of Gold      | Anders Lindqvist    | Jean-Étienne Dubois | 17.35 | 1.15,6 | Mr Spender         | Dream Lover      |
| 1994 | Dylan Lobell       | Olle Goop           | Stig H. Johansson   | 40.70 | 1.13,9 | Zoogin             | Pasqual          |
| 1993 | Copiad             | Erik Berglöf        | Erik Berglöf        | 2.20  | 1.14,9 | Bolets Igor        | Golden Sunset    |